# Sân bay quốc tế Siem Reap–Angkor
Sân bay quốc tế Siem Reap–Angkor (tiếng Khmer: អាកាសយានដ្ឋានអន្តរជាតិសៀមរាប-អង្គរ, tiếng Pháp: Aéroport International de Siem Reap-Angkor) (IATA: SAI, ICAO: VDSA), là một sân bay quốc tế nằm ở huyện Sotr Nikum, tỉnh Siem Reap, phục vụ thành phố Siem Reap, Campuchia. Nó nằm 18 km (11 mi) về phía đông bắc Damdek, 40 km (25 mi) phía đông Angkor Wat và 50 km (31 mi) về phía đông nam Siem Reap. Nó sẽ thay thế Sân bay quốc tế Siem Reap hiện tại làm sân bay chính của thành phố và sẽ đóng vai trò là sân bay chính của tỉnh cũng như miền Tây Campuchia. Nó cũng sẽ trở thành sân bay lớn nhất ở Campuchia. Việc xây dựng bắt đầu vào tháng 7 năm 2018 và dự kiến hoàn thành vào năm 2021/22, nhưng do đại dịch COVID-19 và thiếu lao động cũng như các hạn chế nên đã gây ra sự chậm trễ trong công việc. Sân bay dự kiến khai trương vào ngày 16 tháng 10 năm 2023.

## Mô tả
Sân bay được xây dựng thành ba giai đoạn, với chi phí 880 triệu USD và trên diện tích 750 ha, Sân bay sẽ có một nhà ga hành khách được trang bị 15 ống lồng dẫn khách ra máy bay, một nhà ga hàng hóa, một nhà ga giao thông hàng không. Tháp điều khiển ATC, đường băng dài 3.605 mét với đường lăn song song kết nối với các công trình phụ trợ khác. Nhà ga sẽ có thể tiếp đón 5–7 triệu hành khách mỗi năm trong giai đoạn đầu.
Đường băng của sân bay sẽ có khả năng tiếp nhận các máy bay như Boeing 737 và Airbus A320, trong khi ở giai đoạn thứ hai, đường băng sẽ được mở rộng để tiếp nhận các máy bay thân rộng như Boeing 777, Boeing 747, Airbus A350 và Airbus A330, sẽ nâng công suất của sân bay lên 10 triệu hành khách mỗi năm vào năm 2030, và cuối cùng trong giai đoạn thứ ba, tổng công suất sẽ tăng lên hơn 20 triệu hành khách/năm, đến năm 2050. Sân bay sẽ được kết nối với đường cao tốc sân bay nối thẳng từ thành phố.

## Hãng hàng không và tuyến bay
| Hãng hàng không            | Các điểm đến                                               |
| -------------------------- | ---------------------------------------------------------- |
| AirAsia                    | Kuala Lumpur–International                                 |
| Bangkok Airways            | Bangkok–Suvarnabhumi                                       |
| Cambodia Angkor Air        | Đà Nẵng, Hà Nội, Tp Hồ Chí Minh, Phnom Penh, Sihanoukville |
| China Eastern Airlines     | Côn Minh, Thượng Hải–Phố Đông (từ 31/3/2024)               |
| Lao Airlines               | Pakse                                                      |
| Singapore Airlines         | Singapore                                                  |
| Sky Angkor Airlines        | Seoul–Incheon (từ 28/12/ 2023) Thuê chuyến: Cheongju, Muan |
| Thai AirAsia               | Bangkok–Don Mueang                                         |
| Thai Airways International | Bangkok–Suvarnabhumi                                       |
| VietJet Air                | Hà Nội (từ 15/12/2023)                                     |
| Vietnam Airlines           | Hà Nội, Tp Hồ Chí Minh, Luang Prabang                      |